# Науковий карго-культ
Науковий карго-культ або Карго-культ в науці (англ. Cargo Cult Science) — полемічний вираз, що позначає погану наукову роботу і є терміном для однієї з галузей псевдонауки. Як метафора, він відображає формальні та синтаксично правильні процедури та процеси у науковій сфері та взаємодії з технологією, де статус та символічне значення цих дій перевищують реальну користь. У деяких випадках, це спроба досягти економічного успіху та загального визнання шляхом виконання скорше символічних дій.
Вислів належить фізику та лауреату Нобелівської премії Річарду Фейнману (1918—1988), який застосував поняття карго-культу з етнології до соціальних процесів у західному світі.

## Використання терміна Фейнманом
Фейнман уперше використав цей термін у промові перед випускниками Каліфорнійського технологічного інституту (Калтех) у 1974 році. Так він описав підхід у науковій сфері, який хоча й задовольняє формальні критерії, але не відповідає науковій доброчесності. Промову опубліковано в журналі «Engineering and Science» того ж року, тепер вона доступна на багатьох веб-сайтах, оскільки Калтех надав її для некомерційного поширення. Також його включено до книги «Та ви жартуєте, містере Фейнман! Пригоди допитливого дивака» , виданої у 1985 році.

Фейнман описує обряди карго-культу так:
"На острівцях Самоа місцеві жителі не розуміють, що означають літаки, які приземлялися під час війни і приносили їм різні неймовірні речі. І тепер вони поклоняються культу літаків. Вони будують штучні злітні смуги, біля яких розпалюють вогнища, щоб імітувати сигнальні вогні, а в дерев'яній хатинці неподалік сидить бідний туземець з дерев'яними навушниками, з яких виступають бамбукові палички, що символізують антени, і рухає головою туди-сюди. Вони також мають дерев'яні радарні вежі та різні інші речі, сподіваючись привабити літаки, які принесуть їм прекрасні речі. Формально, вони роблять все бездоганно. Все виглядає так само, як у ті часи. Але це не працює. Літаки не приземляються."— Річард Фейнман, "Карго-культ-наука". Вступна промова у Каліфорнійському інституті технології на початку семестру 1974 року.
У фізиці Фейнман наводив приклад повторень експерименту Міллікена, де вчені, бувши під впливом великого авторитету Міллікена, тривалий час публікували некоректні значення, тоді як повторні експерименти з використанням інших методів не дали правильний результат. (Міллікен використовував неправильне значення в'язкості повітря, що призводило до надмірно низьких значень елементарного заряду.) Як приклад наукового карго-культу, Фейнман згадує дидактику і педагогіку.
Фейнман попереджав, що задля того, щоб вченим не стати представниками наукового карго-культу, треба уникати самообману та бути готовими піддавати свої власні теорії та результати сумнівам.
У своїх подальших висловлюваннях Фейнман почав посилатися на свої враження від роботи в комісії, що розслідувала катастрофу «Челенджера». Він розкритикував як оцінки ризику НАСА щодо програми Спейс Шатл, які характеризував, як видавання бажаного за дійсне, так і саму роботу розслідувальної комісії, прирівнявши це все до наукового карго-культу. В обох випадках, за словами Фейнмана, формальних критеріїв було дотримано, не ставлячи під сумнів іноді абсурдний зміст.

## Інші використання терміна
Ганс-Петер Бек-Борнгольдт і Ганс-Германн Даббен у своїх збірках випадків і популярних наукових працях наголошують на проблемі використання статистичних методів та їх результатів у науковому середовищі спрямованому на високу продуктивність і заголовки, а не на якість і зміст. За їхніми словами, оголошення про збільшення випадків хвороби Крейцфельда  — Якоба у людей ніколи не можна буде статистично відокремити від оголошень про покращення діагностики губчастоподібної енцефалопатії ВРХ через загальний інтерес суспільства до цієї хвороби. Масові забої, заборони на імпорт та витратні тести, пов'язані з ГЕ ВРХ, були чисто символічними діями без практичної користі або впливу і, отже, вважаються науковим карго-культом.
Волтер Маккрон також відніс велику кількість робіт про Туринську плащаницю до наукових досліджень без практичної цінності, але з високим символічним змістом. Використовуючи прості, добре перевірені та адекватні методи досліджень, що частково використовувалися проти нього через відсутність медійної привабливості, він проводив архівні дослідження щодо походження, віку, стилю та способу виготовлення плащаниці, порівнюючи зразки з плащаниці зі зразками своєї власної крові на тканинах (при цьому він відслідкував помітні різниці) та виявив на покривалі фарбові пігменти за допомогою поляризаційних та електронних мікроскопічних методів. МакКрон інтерпретував плащаницю як середньовічний малюнок на тканині, що пізніше було підтверджено визначенням віку за допомогою радіовуглецевого методу. МакКрон назвав безглуздими дослідження, в яких використовувалися високотехнологічні методи з високою роздільною здатністю для визначення групи крові Ісуса або хлібних крихт з Таємної вечері. Він вважав, що в контексті цих досліджень вся зацікавленість скоріше у вже зроблених інтерпретаціях (таких як таємниче походження плащаниці) і в самовпевненості керівників інститутів, а також у ринковій вартості і престижі складних апаратних методів, а не в науковому розкритті складних фактів.

## Технологічний карго-культ
У 2000 році Стів МакКоннелл, тодішній головний редактор журналу IEEE Software, використав термін «карго-культ» для опису ситуації, коли розробка бізнес-процесів та складного програмного забезпечення зводиться до безглуздого виконання синтаксично правильних, але безглуздих моделей процесів без глибокого розуміння суті самої проблеми. У технологічному розвитку великих компаній і технологічній політиці урядів цей термін передбачає ритуалізоване дотримання традиційних символів або проєктів, які втратили сенс.